# Karang Tengah (Winongan)
Karang Tengah is een bestuurslaag in het regentschap Pasuruan van de provincie Oost-Java, Indonesië. Karang Tengah telt 2200 inwoners (volkstelling 2010).